# جيمس كيلي
جيمس كيلي (بالإنجليزية: James M. Kelly (astronaut))‏ (و. 1964 – م) هو ضابط جوي، ورائد فضاء، وطيار اختبار من الولايات المتحدة الأمريكية. ولد في برلنغتون.

## ريادة الفضاء
شارك في المهمات الفضائية:
- STS-114
- STS-102.

## التعليم
تعلم في U.S. Air Force Test Pilot School، وجامعة ألاباما، وأكاديمية سلاح الجو الأمريكي

## الخدمة العسكرية
خدم في القوات الجوية الأمريكية.